# Purpurowa ziemia
Purpurowa ziemia (tytuł oryg. The Purple Plain) – brytyjski film wojenno-przygodowy z 1954 w reżyserii Roberta Parrisha. Adaptacja powieści Herberta Ernesta Batesa z 1947 pod tym samym tytułem.

## Opis fabuły
II wojna światowa na Pacyfiku, rok 1945. Bill Forrester – pilot kanadyjskich sił powietrznych służy w Birmie w szeregach brytyjskiego RAF-u jako ochotnik. Jest to weteran walk, wielokrotnie odznaczany, doświadczony, najlepszy pilot w eskadrze. Słynie z wyjątkowej zawziętości wobec wroga, w chęci walki z nim często posuwa się nawet do niesubordynacji. Podczas akcji, nie bacząc na ryzyko, bez wahania naraża życie swoje i innych członków załogi. Nie przysparza mu to przyjaciół zarówno pośród przełożonych, jak i latających z nim kolegów. Bill niemal co noc budzi się z krzykiem i biega po lotnisku w amoku, co dodatkowo przysparza mu opinii „świra”. Jedynie jego przyjaciel – doktor Harris rozumie, że postępowanie Billa to wynik traumy. Kilka lat wcześniej stracił on bowiem w niemieckim nalocie na Londyn świeżo poślubioną, ukochaną żonę. Po kolejnym „wybryku” Billa, w wyniku którego jego nawigator zostaje poważnie ranny, dowódca bazy postanawia usunąć go z jednostki. Zanim jednak do tego dochodzi, Harris zabiera Billa do pobliskiej wioski, gdzie znaleźli schronienie uciekinierzy z Rangunu – birmańscy chrześcijanie. Tam Bill poznaje piękną Annę, która bardzo szybko staje mu się bliska. Dzięki znajomości z nią Bill zaczyna odzyskiwać równowagę emocjonalną.
Niedługo później Bill otrzymuje zupełnie niewinne zadanie. Ma swoim Mosquito przetransportować do nieodległej bazy por. Blore’a i przy okazji wypróbować swojego nowego nawigatora – Carringtona. Trasa wiedzie wprawdzie przez terytorium okupowane przez Japończyków, lecz nie są tam oni zbyt aktywni. Banalna misja przekształca się w dramat, kiedy Bill na skutek awarii silnika zmuszony jest lądować na terytorium kontrolowanym przez wroga, w rejonie potocznie zwanym „purpurową ziemią” (stąd tytuł filmu). Sytuacja lotników nie wygląda dobrze – wprawdzie wszyscy przeżyli lądowanie, jednak Carrington jest ciężko poparzony i nie może chodzić. Pomiędzy Billem i Blorem wybucha spór odnośnie dalszego sposobu postępowania. Blore uważa, że należy zostać na miejscu i czekać na rychłą pomoc, Bill jest przekonany, że tylko dotarcie do odległej o 30 kilometrów rzeki, gdzie docierają brytyjskie patrole, może ich uratować przed Japończykami lub śmiercią z pragnienia. Ostatecznie zwycięża opcja Billa jako dowódcy. Niosąc rannego Carringtona na prowizorycznie skleconych noszach, trzej lotnicy wyruszają w powolną drogę. Ze względu na temperaturę, idą w nocy, a w dzień odpoczywają. Niespodziewany upadek Blore’a z wysokości, w rezultacie którego łamie on sobie obojczyk, niweczy plan. Nocą, od początku negatywnie nastawiony do pomysłu wędrówki Blore, opuszcza towarzyszy by powrócić do wraku. Wycieńczony słońcem, doznaje załamania nerwowego i strzela sobie w głowę. Bill próbuje go odnaleźć, jednak natrafia już tylko na zwłoki. Teraz Bill zmuszony jest nieść rannego Carringtona na własnych plecach. Jednak po jednej nocy ciężkiego i powolnego marszu rozumie, że bez wody nie dadzą rady. Za namową rannego kolegi postanawia pozostawić go na miejscu, a samemu szybkim marszem dotrzeć do rzeki i powrócić z wodą. Wyczerpany, resztkami sił dociera do celu. Tam natrafia na tubylców, którzy obydwóm pilotom pomagają dotrzeć do własnych linii. Natychmiast po powrocie ze szpitala, Bill swe pierwsze kroki kieruje do Anny.

## Obsada
- Gregory Peck – mjr Bill Forrester
- Win Min Than – Anna
- Maurice Denham – por. Blore
- Lyndon Brook – por. Carrington
- Brenda De Banzie – pani McNab
- Bernard Lee – dr Harris
- Anthony Bushell – p.płk. Aldridge
- Josephine Griffin – pani Forrester (żona Billa)
- Ram Gopal – pan Pang
- Dorothy Alison – pielęgniarka
- Peter Arne – por.
- Jack McNaughton – sierż. Brown
- Lane Meddick – radiooperator
- Harold Siddons – nawigator Williams
- John A. Tinn – birmański handlarz kamieni szlachetnych

## O filmie
Siódmy z kolei film twórcy m.in. Casino Royale był pierwszym obrazem wojennym w jego karierze. Spotkał się z przychylnym przyjęciem zarówno widzów, jak i krytyków. W Wielkiej Brytanii był jedenastym pod względem zysków ze sprzedaży biletów filmem w roku 1954. Rok później w Stanach Zjednoczonych i Kanadzie zarobił 1300 tys. dolarów.
Film otrzymał cztery nominacje do nagrody BAFTA – „Najlepszy film brytyjski”, „Najlepszy film z jakiegokolwiek źródła”, „Najlepszy aktor brytyjski” (Maurice Denham), „Najlepszy scenariusz brytyjski” (Eric Ambler).
Zdjęcia do filmu powstały w Elephant Pass i Sigiriji na Sri Lance (w okolicach, gdzie trzy lata później powstał słynny Most na rzece Kwai) oraz w Iver (Wielka Brytania).
W filmie użyto oryginalnych samolotów Mosquito, sprowadzonych z Singapuru i Wielkiej Brytanii.